# Eschweilera obversa
Eschweilera obversa é uma espécie de lenhosa da família Lecythidaceae.
Apenas pode ser encontrada no seguinte país: Brasil, no Amazonas, Maranhão e Pará.
Está ameaçada por perda de habitat.